# Coşqun Diniyev
Coşqun Şahin oğlu Diniyev (Baku, 13 settembre 1995) è un calciatore azero, centrocampista svincolato.

## Caratteristiche tecniche
È un mediano.

## Carriera

### Club
Cresciuto nelle giovanili dell'İnter Baku, ha esordito il 18 novembre 2012 in un match vinto 2-0 contro il Turan Tovuz.

### Nazionale
Ha esordito con la nazionale azera il 7 giugno 2015 in un'amichevole persa 4-1 contro la Serbia.

## Statistiche

### Presenze e reti nei club
Statistiche aggiornate all'8 novembre 2017.
| Stagione          | Squadra           | Campionato        | Campionato | Campionato | Coppe nazionali | Coppe nazionali | Coppe nazionali | Coppe continentali | Coppe continentali | Coppe continentali | Altre coppe | Altre coppe | Altre coppe | Totale | Totale | Totale |
| Stagione          | Squadra           | Comp              | Pres       | Reti       | Comp            | Pres            | Reti            | Comp               | Pres               | Reti               | Comp        | Pres        | Reti        | Pres   | Reti   |        |
| ----------------- | ----------------- | ----------------- | ---------- | ---------- | --------------- | --------------- | --------------- | ------------------ | ------------------ | ------------------ | ----------- | ----------- | ----------- | ------ | ------ | ------ |
| 2012-2013         | İnter Baku        | PL                | 2          | 0          | CA              | 0               | 0               |                    | -                  | -                  |             | -           | -           | 2      | 0      |        |
| 2013-2014         | İnter Baku        | PL                | 7          | 0          | CA              | 0               | 0               | UEL                | 0                  | 0                  |             | -           | -           | 7      | 0      |        |
| 2014-2015         | İnter Baku        | PL                | 26         | 2          | CA              | 3               | 0               | UEL                | 0                  | 0                  |             | -           | -           | 29     | 2      |        |
| Totale İnter Baku | Totale İnter Baku | Totale İnter Baku | 35         | 2          |                 | 3               | 0               |                    | 0                  | 0                  |             | -           | -           | 38     | 2      |        |
| 2015-2016         | Qarabağ           | PL                | 32         | 1          | CA              | 5               | 0               | UCL+UEL            | 3+3                | 0                  |             | -           | -           | 43     | 1      |        |
| 2016-2017         | Qarabağ           | PL                | 21         | 1          | CA              | 6               | 2               | UCL+UEL            | 1+0                | 0                  |             | -           | -           | 28     | 3      |        |
| 2017-2018         | Qarabağ           | PL                | 7          | 1          | CA              | 0               | 0               | UCL                | 2                  | 0                  |             | -           | -           | 9      | 1      |        |
| Totale carriera   | Totale carriera   | Totale carriera   | 95         | 5          |                 | 14              | 2               |                    | 9                  | 0                  |             | -           | -           | 118    | 7      |        |

### Cronologia presenze e reti in nazionale
| Cronologia completa delle presenze e delle reti in nazionale ― Azerbaigian | Cronologia completa delle presenze e delle reti in nazionale ― Azerbaigian | Cronologia completa delle presenze e delle reti in nazionale ― Azerbaigian | Cronologia completa delle presenze e delle reti in nazionale ― Azerbaigian | Cronologia completa delle presenze e delle reti in nazionale ― Azerbaigian | Cronologia completa delle presenze e delle reti in nazionale ― Azerbaigian | Cronologia completa delle presenze e delle reti in nazionale ― Azerbaigian | Cronologia completa delle presenze e delle reti in nazionale ― Azerbaigian |
| Data                                                                       | Città                                                                      | In casa                                                                    | Risultato                                                                  | Ospiti                                                                     | Competizione                                                               | Reti                                                                       | Note                                                                       |
| -------------------------------------------------------------------------- | -------------------------------------------------------------------------- | -------------------------------------------------------------------------- | -------------------------------------------------------------------------- | -------------------------------------------------------------------------- | -------------------------------------------------------------------------- | -------------------------------------------------------------------------- | -------------------------------------------------------------------------- |
| 7-6-2015                                                                   | Sankt Pölten                                                               | Serbia                                                                     | 4 – 1                                                                      | Azerbaigian                                                                | Amichevole                                                                 | -                                                                          | 46’                                                                        |
| 29-5-2016                                                                  | Bad Erlach                                                                 | Macedonia                                                                  | 3 – 1                                                                      | Azerbaigian                                                                | Amichevole                                                                 | -                                                                          | 46’                                                                        |
| 3-6-2016                                                                   | Rohrbach an der Lafnitz                                                    | Canada                                                                     | 1 – 1                                                                      | Azerbaigian                                                                | Amichevole                                                                 | -                                                                          | 80’                                                                        |
| 30-1-2018                                                                  | Adalia                                                                     | Azerbaigian                                                                | 0 – 0                                                                      | Moldavia                                                                   | Amichevole                                                                 | -                                                                          | 85’                                                                        |
| 23-3-2018                                                                  | Baku                                                                       | Azerbaigian                                                                | 0 – 1                                                                      | Bielorussia                                                                | Amichevole                                                                 | -                                                                          | 66’                                                                        |
| 29-5-2018                                                                  | Baku                                                                       | Azerbaigian                                                                | 3 – 0                                                                      | Kirghizistan                                                               | Amichevole                                                                 | -                                                                          | 67’                                                                        |
| 5-6-2018                                                                   | Astana                                                                     | Kazakistan                                                                 | 3 – 0                                                                      | Azerbaigian                                                                | Amichevole                                                                 | -                                                                          | 46’                                                                        |
| 9-6-2018                                                                   | Riga                                                                       | Lettonia                                                                   | 1 – 3                                                                      | Azerbaigian                                                                | Amichevole                                                                 | -                                                                          | 81’                                                                        |
| 8-9-2020                                                                   | Nicosia                                                                    | Cipro                                                                      | 0 – 1                                                                      | Azerbaigian                                                                | UEFA Nations League 2020-2021 - 1º turno                                   | -                                                                          | 59’                                                                        |
| 10-10-2020                                                                 | Podgorica                                                                  | Montenegro                                                                 | 2 – 0                                                                      | Azerbaigian                                                                | UEFA Nations League 2020-2021 - 1º turno                                   | -                                                                          | 60’ 90+6’                                                                  |
| 13-10-2020                                                                 | Elbasan                                                                    | Azerbaigian                                                                | 0 – 0                                                                      | Cipro                                                                      | UEFA Nations League 2020-2021 - 1º turno                                   | -                                                                          | 57’                                                                        |
| 14-11-2021                                                                 | Baku                                                                       | Azerbaigian                                                                | 2 – 2                                                                      | Qatar                                                                      | Amichevole                                                                 | -                                                                          | 46’                                                                        |
| 29-3-2022                                                                  | Ta' Qali                                                                   | Azerbaigian                                                                | 0 – 1                                                                      | Lettonia                                                                   | Amichevole                                                                 | -                                                                          | 73’ 90+3’                                                                  |
| 13-6-2022                                                                  | Mərdəkan                                                                   | Azerbaigian                                                                | 2 – 0                                                                      | Bielorussia                                                                | UEFA Nations League 2022-2023 - 1º turno                                   | -                                                                          | 59’                                                                        |
| 9-9-2023                                                                   | Mərdəkan                                                                   | Azerbaigian                                                                | 0 – 1                                                                      | Belgio                                                                     | Qual. Euro 2024                                                            | -                                                                          | 85’                                                                        |
| 12-9-2023                                                                  | Mərdəkan                                                                   | Azerbaigian                                                                | 2 – 1                                                                      | Giordania                                                                  | Amichevole                                                                 | -                                                                          | 67’                                                                        |
| 13-10-2023                                                                 | Tallinn                                                                    | Estonia                                                                    | 0 – 2                                                                      | Azerbaigian                                                                | Qual. Euro 2024                                                            | -                                                                          |                                                                            |
| 16-10-2023                                                                 | Baku                                                                       | Azerbaigian                                                                | 0 – 1                                                                      | Austria                                                                    | Qual. Euro 2024                                                            | -                                                                          | 57’ 65’                                                                    |
| 16-11-2023                                                                 | Baku                                                                       | Azerbaigian                                                                | 3 – 0                                                                      | Svezia                                                                     | Qual. Euro 2024                                                            | -                                                                          | 81’                                                                        |
| 19-11-2023                                                                 | Bruxelles                                                                  | Belgio                                                                     | 5 – 0                                                                      | Azerbaigian                                                                | Qual. Euro 2024                                                            | -                                                                          | 46’                                                                        |
| 22-3-2024                                                                  | Baku                                                                       | Azerbaigian                                                                | 1 – 0                                                                      | Mongolia                                                                   | Amichevole                                                                 | -                                                                          | 81’                                                                        |
| 25-3-2024                                                                  | Baku                                                                       | Azerbaigian                                                                | 1 – 1                                                                      | Bulgaria                                                                   | Amichevole                                                                 | -                                                                          | 69’                                                                        |
| 7-6-2024                                                                   | Szombathely                                                                | Albania                                                                    | 3 – 1                                                                      | Azerbaigian                                                                | Amichevole                                                                 | -                                                                          | 46’                                                                        |
| 5-9-2024                                                                   | Baku                                                                       | Azerbaigian                                                                | 1 – 3                                                                      | Svezia                                                                     | UEFA Nations League 2024-2025 - 1º turno                                   | -                                                                          | 75’                                                                        |
| 8-9-2024                                                                   | Košice                                                                     | Slovacchia                                                                 | 2 – 0                                                                      | Azerbaigian                                                                | UEFA Nations League 2024-2025 - 1º turno                                   | -                                                                          | 78’                                                                        |
| 11-10-2024                                                                 | Tallinn                                                                    | Estonia                                                                    | 3 – 1                                                                      | Azerbaigian                                                                | UEFA Nations League 2024-2025 - 1º turno                                   | -                                                                          | 64’                                                                        |
| 16-11-2024                                                                 | Qəbələ                                                                     | Azerbaigian                                                                | 0 – 0                                                                      | Estonia                                                                    | UEFA Nations League 2024-2025 - 1º turno                                   | -                                                                          |                                                                            |
| 19-11-2024                                                                 | Solna                                                                      | Svezia                                                                     | 6 – 0                                                                      | Azerbaigian                                                                | UEFA Nations League 2024-2025 - 1º turno                                   | -                                                                          | 57’                                                                        |
| 22-3-2025                                                                  | Baku                                                                       | Azerbaigian                                                                | 0 – 3                                                                      | Haiti                                                                      | Amichevole                                                                 | -                                                                          | 68’                                                                        |
| 25-3-2025                                                                  | Masazır                                                                    | Azerbaigian                                                                | 0 – 2                                                                      | Bielorussia                                                                | Amichevole                                                                 | -                                                                          | 62’                                                                        |
| Totale                                                                     |                                                                            | Presenze                                                                   | 30                                                                         |                                                                            | Reti                                                                       | 0                                                                          |                                                                            |

## Palmarès
- Campionato azero: 3

Qarabağ: 2015-2016, 2016-2017, 2018-2019
- Coppa d'Azerbaigian: 2

Qarabağ: 2015-2016, 2016-2017